# 샤르자 스타디움
샤르자 스타디움(아랍어: استاد الشارقة, 영어: Sharjah Stadium)은 아랍에미리트 샤르자에 위치한 다목적 경기장이다. 이 경기장은 주로 주로 축구 경기에 사용된다.샤르자 FC의 홈구장으로 사용되고 있다. 수용 인원은 11,073명이다.